# Agege

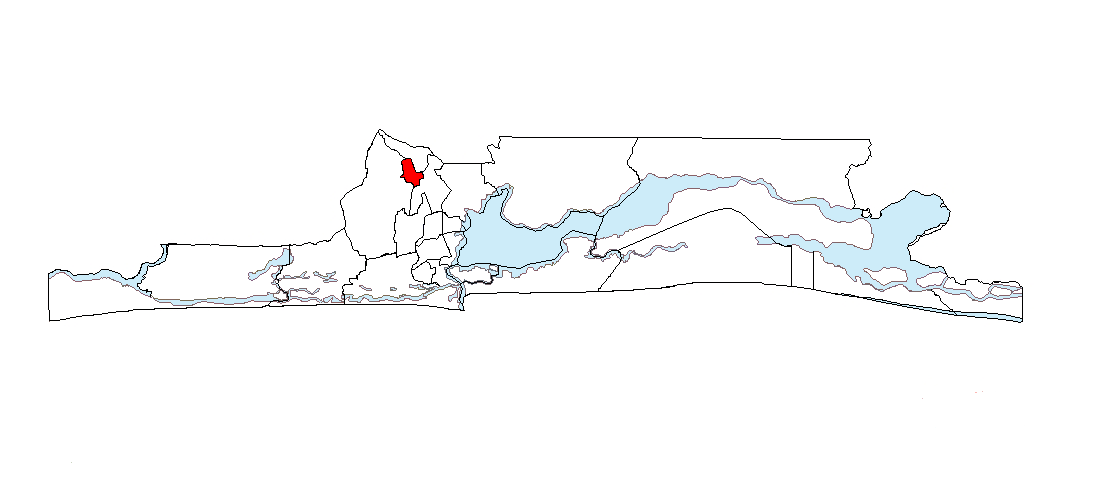
Localização de Agege.

Agege é uma das 20 áreas de governo local no estado de Lagos, na Nigéria. Dispõe de um campus da Universidade Estadual de Lagos. Agege tem uma população de 459.939 habitantes e uma densidade demográfica de 41.071/km².

## História
Agege foi criada em 1954 como um conselho distrital. Em 1967, os militares tomaram o poder e Agege fundiu-se com o Conselho Distrital de Ikeja, por um período de 13 anos. Em 1980, Agege foi retirada da Área do Governo Local de Ikeja e manteve-se assim até 1983, quando os militares voltaram a tomar o poder e novamente fundiu-se com Ikeja por mais 6 anos.
Posteriormente, em 1989, criaram-se quatro áreas de governos locais e livrou-se dos atuais, oito mais em Lagos, para fazer ter um total de 12. Deste modo, Agege foi criada a partir de Ikeja. É significativo que, entre agosto de 1991 e dezembro de 1996, foram criadas mais áreas de governos locais para chegar o número destes a 20 no Estado de Lagos. Como resultado disto, Alimosho e Ifako-Ijaye, respectivamente, foram criados a partir de Agege.

## Localização e extensão
A Área de Governo Local de Agege tem uma área total de, aproximadamente, 18 km2 e limita a norte com Ifako-Ijaye, no sul e oeste com Alimosho e ao leste com Ikeja. A área total da área de Agege é de 11,2 km2.